# ビビ・ベッシュ
ビビ・ベッシュ（Bibi Besch, 本名：Bibiana Besch, 1940年2月1日 -1996年9月7日 ）はオーストリア出身、アメリカ合衆国の女優。女優のサマンサ・マシスの母である。

## 経歴

### 生い立ち
オーストリア・ウィーン生まれ。母のグスティ・フーバーは、第二次世界大戦中にオーストリアやドイツの映画に出演していた女優であり、1940年半ば、親娘はオーストリアから移住。ベッシュは元アメリカ陸軍大尉、ラジオ局経営者の継父ジョセフ・ベッシュとのあいだでニューヨーク州ウエストチェスターのチャパクアに育ち、その後ニューヨーク市へ住まいを移した。

### 女優活動
女優活動を始めた当初からソープオペラへ出演する時代が続き、やがて『ホワイト・ハウス』（1979年）といった北米圏外でも広く知られるプライムタイムのドラマへ出演するようになった。
大ヒット映画『マグノリアの花たち』（1989年）で嫌われ者のベル・マーミリオン役、『トレマーズ』（1990年）での博士役など、脇役や端役につくことの多かったベッシュだが、つとめた役の中で有名なもののひとつに『スタートレックII カーンの逆襲』（1982年）でのジェームズ・カーク船長の元恋人であり、その息子デビッド・マーカス博士の母キャロル・マーカス博士役がある。またテレビ映画のカテゴリーにおいては『エンテベの勝利』（1976年）、ニコラス・メイヤー監督の『ザ・デイ・アフター』（1983年）、キャサリン・ヘプバーンと共演した『ミセス・デラフィールド・ウォンツ・トゥ・マリー』（1986年）といった作品に出演した。
1992年、『ジム・キャリーinロングウェイ・ホーム』の演技でエミー賞のノミネートを受ける。これはベッシュにとって生涯初めて受けた演技賞ノミネートだった（ただし『The Lonely Lady』（1983年）でノミネートされたラジー賞を含めなければ、の初めてである）。翌年のエミー賞でも『たどりつけばアラスカ』のゲスト出演が評価され、ゲスト女優賞（ドラマ部門）のノミネートを受けている。その後も1996年、56歳で乳癌との長い闘病の末に亡くなる直前まで『ER緊急救命室』（1996年）、『メルローズ・プレイス』（1996年）といった映画・ドラマに出演し続け、最期まで女優であり続けた。

## 主な出演作品

### 映画
- エンテベの勝利 Victory at Entebbe (1976) テレビ映画
- 怒りの群れ The Pack (1977)
- 証言 Betrayal (1978) テレビ映画
- ハードコアの夜 Hardcore (1979)
- メテオ Meteor (1979)
- オレゴンの黒い日 The Plutonium Incident (1980) テレビ映画
- 戦慄!呪われた夜 The Beast Within (1982)
- スタートレックII カーンの逆襲 Star Trek II: The Wrath of Khan (1982)
- ザ・デイ・アフター The Day After (1983) テレビ映画
- フーズ・ザット・ガール Who's That Girl (1987)
- 彼が彼女にきがえたら He's My Girl (1987)
- 天使とデート Date with an Angel (1987)
- パーフェクト・ショット Dead Solid Perfect (1988) テレビ映画
- もういちど殺して Kill Me Again (1989)
- マグノリアの花たち Steel Magnolias (1989)
- トレマーズ Tremors (1990)
- 本日はお日柄も良く/ベッツィの結婚 Betsy's Wedding (1990)
- ジム・キャリーinロングウェイ・ホーム Doing Time on Maple Drive (1992) テレビ映画
- ミ・ファミリア My Family Mi Familia (1995)
- ラトル・スネーク Rattled (1996) テレビ映画

### テレビドラマ
- ロス警察24時 Police Story (1976-1977)
- ホワイト・ハウス Backstairs at the White House (1979) ミニシリーズ
- Dr. トラッパー Trapper John, M.D. (1982-1984)
- ダイナスティ Dynasty (1984)
- ファルコン・クレスト Falcon Crest (1985-1986)
- 女刑事キャグニー&レイシー Cagney & Lacey (1984-1987)
- ファミリータイズ Family Ties (1988)
- ジェシカおばさんの事件簿 Murder, She Wrote (1988, 1994)
- たどりつけばアラスカ Northern Exposure (1992-1993)
- 絹の疑惑 シルク・ストーキング Silk Stalkings (1992-1994)